# Виктор Туннунский
Виктор Туннунский (иногда Тонненский; лат. Victor Tonnennensis; умер около 567, 569/570) — епископ североафриканского города Туннуны (Тоннены) в середине VI века, автор церковной хроники.

## Биография
Виктор был приверженцем «Трёх глав», принятых на Халкидонском соборе 451 года. Отказался исполнить эдикт Юстиниана «О трёх главах» и был сослан — сначала в монастырь Мандракий (Мандракион) возле Карфагена, затем на Балеарские острова, в один из египетских монастырей в Канопе. После V Вселенского собора по настоянию патриарха Константинопольского Евтихия доставлен в Константинополь (555), затем отправлен в монастырь около Александрии, и, наконец, в 564 году вновь доставлен в Константинополь и заключён в один из монастырей Константинополя. Умер около 569/570, как сообщил Исидор Севильский. Биография епископа известна только из его хроники.
В константинопольском монастыре занимался написанием на латинском языке исторической работы «Всемирная хроника» (Chronicon), которой он продолжил «Хронику» Проспера Аквитанского. «Всемирная хроника» охватывала период от библейского сотворения мира до современных Виктору событий, но сохранилась лишь та часть хроники, где им описывается период с 444 по 566 года. Во «Всемирной хронике» детально изложены светская и церковная история первой половины VI века, сведения о выступлениях Евтихия, спорах о «трёх главах», а также дает ряд не известных из других источников деталей касательно арианства и вандальских завоеваний. Хроника составлена в традиционном стиле: изложение событий в период консульств (до 542 года), затем идет привязка к годам после консульства Василия. Хронология иногда искажается для гладкости изложения, так нашествие Аттилы на Италию датируется 449 годом (было в 452). Хроника была продолжена до 590 года Иоанном Бикларийским. 
Виктору также приписываются сочинения «О раскаянии» (De Poenitentia) и Vita Operaque (Ex Gallandio).
Первое издание Виктора Туннунского было предпринято Генрихом Канизием в 1600 году. Жак Поль Минь включил работы Виктора в Patrologia Latina (PL, LXVIII, 941-62), Теодор Моммзен включил его хронику в Monumenta Germaniae Historica (MGH. Victoris Tonnennensis Episcopi Chronica. Auctores antiquissimi 11: Chronica minora saec. IV. V. VI. VII. (II)).

## Издания хроники
- Виктор Тонненский. Хроника Виктора (Перевод Суровенкова Д., 2009). Восточная литература. Дата обращения: 18 февраля 2011.
- Хроника Виктора Туннунского в Monumenta Germaniae Historica
- Хроника Виктора Туннунского на сайте Documenta Catholica Omnia